# Norrhyttan
Norrhyttan är en bebyggelse sydost om Norrtälje i Frötuna socken i Norrtälje kommun. SCB avgränsar här från 2023 en småort.